# Singin' in the Rain
Singin' in the Rain er en amerikansk komedie musical-film fra 1952 med Gene Kelly, Debbie Reynolds og Donald O'Connor i hovedrollerne. Den er instrueret af Stanley Donen og Gene Kelly, og Kelly har også stået for koreografien. 
Singin’ in the Rain blev nomineret til to Oscars. Jean Hagen var nomineret for bedste kvindelige birolle, mens Lennie Hayton var nomineret for bedste musik, i kategorien musical-film. På dansk fik filmen titlen Syng i Sol og Regn, men denne titel har ikke rigtig slået igennem, og i dag kendes filmen udelukkende under den engelske titel.
Filmen regnes for én af de bedste musicals nogensinde, og topper da også det Amerikanske Filminstituts (AFI) liste over de 100 bedste musicals gennem tiderne.

## Handling
Don Lockwood (Gene Kelly) og Lina Lamont (Jean Hagen) er det hotteste par i Hollywood. Da de ankommer til premieren på deres nyeste film, er mængden af begejstrede fans enorm. Aviser og blade beskriver Don og Lina som det perfekte par, og alle venter, at de snart vil offentliggøre deres forlovelse. Alle undtagen Don Lockwood selv. Han bryder sig nemlig ikke synderligt om Lina. Hun ser godt ud, men hun er aldeles dum, og hendes stemme er forfærdelig. For hende er det virkelig et held, at filmene, de indspiller, er stumfilm. Publikum vil nemlig forvente, at hendes flotte ydre følges op af en lige så smuk stemme. Da dette ikke er tilfældet, får filmselskabet store problemer her sidst i 20’erne, da stumfilmens tid er ved at være forbi. 
Efter premieren på den nye film, er Don Lockwood på flugt fra hysteriske fans. Og ved et tilfælde havner han i Kathy Seldens bil. Kathy Selden (Debbie Reynolds) er flot og charmerende, og drømmer selv om at blive en stor skuespillerinde. Før hun sætter Don af, når hun dog at nedgøre hans arbejde aldeles groft. Som hun siger, er det nemlig kun på teateret, at de fine skuespillere findes, og at hun selv er godt på vej til at blive stjerne hér. 
Senere til en fest fremviser chefen for Dons filmselskab en kort demonstration af en talefilm. Gæsterne er dog uimponerede, og tror ikke at talefilmen er fremtiden. Til festen møder Don endnu engang Kathy. Det viser sig, at hun ikke er den fine teaterskuespillerinde, som hun fortalte i bilen, men i stedet en danser, og blot en del af underholdningen. Det morer Don sig over, men Kathy bliver rasende, og kaster en lagkage i hovedet på Don. Eller det prøver hun på, for Don når at dukke sig, og i stedet er det Lina, som får lagkagen lige i hovedet. Problemerne bliver dog løst, og Don og Kathy bliver forelsket.
Da et rivaliserende filmselskab udsender talefilmen The Jazz Singer, bliver der for alvor problemer. Denne film bliver nemlig en succes, og folk vil nu kun se talefilm. Don og Linas første forsøg på en talefilm bliver katastrofal. Filmen er ikke en komedie, men alligevel går publikum grinende fra biografen, for aldrig har de set så ringe og komplet latterlig en film. Fiaskoen er tæt på at ruinere filmselskabet, men til al held kommer Dons ven Cosmo Brown (Donald O'Connor) op med en idé: Lav filmen om til en musical, og lad Kathy synge i stedet for Lina. Det eneste tilbageværende problem er så bare, at de to hader hinanden…

## Medvirkende
- Gene Kelly ...       Don Lockwood
- Donald O'Connor ...     Cosmo Brown
- Debbie Reynolds ...             Kathy Selden
- Jean Hagen ...  Lina Lamont
- Millard Mitchell ...        R.F. Simpson
- Cyd Charisse ...    Dancer
- Douglas Fowley ...       Roscoe Dexter
- Rita Moreno ...     Zelda Zander

## Sangene
En kort liste over sangene fra Singin’ in the Rain. Alle sangene stammer oprindeligt fra ældre MGM-musicals fra perioden1929-1939, og alle tekster er lavet af MGM-producer Arthur Freed, mens musikken er af Nacio Herb Brown (hvis ikke andet er nævnt). En del af sangene, eksempelvis "Broadway Rhythm", "Should I?" og "Singin' in the Rain,” har været med i utallige film, og nedenfor er derfor kun nævnt, hvor de første gang var at opleve.
- "Fit as a Fiddle (And Ready for Love)," stammer fra College Coach (1933) (musik af Al Hoffman og Al Goodhart)
- "Temptation" (instrumental), stammer fra Going Hollywood (1933)
- "All I Do Is Dream of You," stammer fra Sadie McKee (1934)
- "Singin' in the Rain," stammer fra Hollywood Revue Of 1929 (1929)
- "Make 'Em Laugh," regnes for en original sang, men ligger meget tæt op ad Cole Porters "Be a Clown."
- "Beautiful Girl Montage" består af "I Got a Feelin' You're Foolin'" fra Broadway Melody of 1936 (1935), "The Wedding of the Painted Doll" fra The Broadway Melody (1929) og "Should I?" fra Lord Byron of Broadway (1930)
- "Beautiful Girl," stammer fra Going Hollywood (1933) eller Stage Mother (1933)
- "You Were Meant for Me," stammer fra The Broadway Melody (1929)
- "You Are My Lucky Star," stammer fra Broadway Melody of 1936 (1935)
- "Moses Supposes" Original sang (musik af Roger Edens, tekst af Comden og Green)
- "Good Morning," stammer fra Babes In Arms (1939)
- "Would You?," stammer fra San Francisco (1936)
- "Broadway Melody Ballet" sammensat af "The Broadway Melody" fra The Broadway Melody (1929) og "Broadway Rhythm" fra Broadway Melody of 1936 (1935) (musik af Nacio Herb Brown og Lennie Hayton)

## Trivia
- Rollen som Cosmo Brown var oprindeligt skrevet til Oscar Levant, men blev i stedet foreviget af Donald O'Connor.
- Regnen i filmen bestod af en blanding af vand og mælk, for at det skulle se bedre ud, men det fik Gene Kellys tøj til at krympe.
- Ligesom sangene i filmen er genbrug fra tidligere film, stammer også en del af dekorationerne fra ældre film. Bl.a. er Don Lockwoods hus indrettet med ting, oprindeligt brugt i Greta Garbo-filmen Flesh and the Devil fra 1926.
- En mikrofon blev gemt i Debbie Reynolds’ bluse, så hendes replikker kunne høres tydeligere. I et af dansenumrene kan hendes hjertebanken høres, fuldstændig ligesom tilfældet er for Lina Lamont i selve filmen.
- De oprindelige negativer til filmen blev ødelagt i en brand.
- Filmselskabet ønskede oprindeligt Howard Keel, kendt som Clayton Farlow i tv-serien Dallas, i hovedrollen.